# Creatorul Mioriței
Miorița este o baladă produsă de folclorul românesc. Alecu Russo, descoperitorul baladei, consideră că „păstorul câmpiilor și al munților noștri (...) a produs cea mai frumoasă epopee pastorală din lume”.

Creație colectivă succesivă, Miorița a fost cooptată ca parte din viziunea romantică a pașoptiștilor – „poporul era singur în stare să producă minuni atât de originale” (Vasile Alecsandri). 

Această baladă a dat naștere unor teorii filosofice în care poziția fatalistă a ciobanului reprezintă pozitia poporului român față de viață. 
Ipoteza «creației colective succesive» „este tot atât de nefirească, cum este și reversul său, adică aceea că autorul unui cântec ar fi cutare poet popular. Adevărul este la mijloc”. Rădăcinile acestei concepții moderne au fost prefigurate în scrierile primilor clasici.
Există mai multe ipoteze asupra creatorului baladei Miorița, și anume că ea este opera colectivă a poporului, o creație individuală, sau o creație succesivă.

## Creație colectivă a poporului
Generația pașoptistă și unionistă avea nevoie de multiple documente, inclusiv folclorice, pentru a argumenta dreptul poporului la emanciparea socială. În acest context, o operă atât de perfectă precum Miorița era firesc să fie considerată un produs colectiv și omogen al poporului, accentuându-se aspectul documentar, de păstrare a limbii și obiceiurilor străvechi. Astfel, pentru Alecu Russo, autorul baladelor nu putea fi altcineva decât „poporul însuși, poporul întreg”, iar Vasile Alecsandri, cu aceeași înflăcărare și credință profund sinceră, afirma că suntem o nație de poeți și dintre toate „giuvaerele” făurite, Miorița era cea mai strălucitoare.

## Creație individuală
O a doua teorie afirma că autorul unui cântec trebuie să fi fost, la rândul său, un poet popular anume, un creator „ab initio” suficient de talentat pentru a „inventa un anumit subiect”, iar toți ceilalți nu sunt decât niște „creatori prin repetiție sau prin variante, care modifică prin contemporaneizare, localizare și actualizare, subiectul creat de primul, singurul cu adevărat valoros și important” 
Astfel, balada Miorița, singura versiune (re)cunoscută (sau apreciată), trebuia, de asemenea, să fie opera desăvârșită a unui creator (necunoscut), pierdut în negura istoriei, iar variantele mai puțin reușite sub aspect artistic, ori comprimate sub aspect tematic, nu erau decât niște resturi, niște firimituri ale unei degradate capodopere inițiale.
Seria reprezentanților acestui curent a fost inaugurată chiar de Alecu Russo, descoperitorul baladei, care îi invocă pe Virgilius și Ovidiu. „Pe lângă acești doi creatori de poezie antică s-a adăugit un al treilea poet, păstorul câmpiilor și al munților noștri, care a produs cea mai frumoasă epopee pastorală din lume: Miorița”.
În aceiași termeni s-a exprimat, în anul 1879 și Mihai Eminescu, vorbind despre „păstorul rătăcit pe Carpați”, analfabet și neinițiat în „versificațiune”, dar pătruns de „geniul ascuns”; pribeag într-un univers trist și romantic, acest păstor rostește întâia oară balada Miorița.
Adept fidel al reflectării în literatura cultă a „specificului național”, criticul Garabet Ibrăileanu (1871-1936) preia sintagma eminesciană și întărește aceeași idee: „Ibrăileanu, de pildă, a stăruit în ideea că poezia populară e creată de un singur individ, așa cum s-a întâmplat și cu Miorița, pornită din «capul unui păstor genial din Carpați»”.
Constantin Ciopraga(1992) reia această teză, după ce în prealabil o adaptează concepțiilor contemporane referitoare la riturile de inițiere, de integrare (profesională, comunitară ori în societăți elitiste) și de accesare a unei cunoașteri superioare: „Cum nimeni nu se poate prevala de o experiență personală a morții, parabola păstorului mioritic ne vine parcă de la un inițiat, de la cineva căruia i s-a lămurit misterul”.

## Pseudo creatorii Mioriței
După ce, în 1866, Vasile Alecsandri avea să relateze despre o fericită incursiune pe muntele Ceahlău, realizată în anul „de grație” 1842, respectiv despre întâlnirea cu baciul Udrea, care i-ar fi interpretat cu măiestrie balada Miorița (despre care Vasile Alecsandri susține că este varianta princeps, publicată în 1850, în „Bucovina”) s-a emis ipoteza că bătrânul păstor Udrea ar avea toate calitățile să „născocească” o asemenea „creațiune”; iar Vasile Alecsandri a preluat direct de la sursă desăvârșitul poem. La vremea respectivă se cunoșteau prea puține variante (Vasile Alecsandri și-a publicat în mod repetat propria versiune) și se știa prea puțin despre tehnica zămislirii și mecanismul circulației producțiilor folclorice. Mărturie a gloriei (efemere) de care a avut parte Udrea stă observația lui Gh. Vrabie (1966): „Nu putem crede că Miorița cu orice preț a creat-o ciobanul Udrea de pe Ceahlău, de la care a cules-o Alecsandri”.
Pe aceeași listă mai figurează chiar și „bardul de la Mircești” și nu fără temei. În perioada folclorismului romantic, după 1850 și până pe la 1880 – când „școala lui Hasdeu” a impus criterii științifice de culegere a folclorului - , se considerau firești și chiar necesare anumite retușuri ale textelor, pentru a le reda strălucirea dintâi, pentru a le descoji de rugină. Un exemplu notoriu este balada Novac și corbul, în care Alecsandri a ținut cu tot dinadinsul să insereze numele unificatorului Mihai Viteazul, socotind că vremurile cer o astfel de pomenire și atmosfera unionistă trebuia întreținută în rândul maselor cu orice preț. Uzând de autoritatea și faima de care se bucura, Alecsandri a îndrăznit mai mult și a creat, utilizând „tema, stilul și forma” poeziilor populare, veritabile balade: Movila lui Burcel, Dragoș, Cântecul lui Mihai Viteazul.
Suficiente motive pentru a-l bănui pe bard că este autorul nemărturisit al Mioriței. „În ce privește pe Alecsandri, s-a împământenit ideea falsă că a mistificat poezia populară românească. V. Alecsandri nu numai că ar fi «îndreptat» versurile culese cum a vrut, adică le-ar fi contrafăcut, dar el ar fi de fapt autorul unor capodopere ca Miorița, opinie care persistă și azi printre intelectuali și este exprimată în publicații, fără rezerve” (I.C. Chițimia, 1968). Autorul acestei observații consideră actuală necesitatea demontării tezei și o face aducând drept argument scrisoarea-comentariu către Alecu Hurmuzachi, unde Vasile Alecsandri mărturisea: „Eu nu cred să fie întreagă, dar cât este măcar, ea plătește în ochii mei un poem neprețuit și de care noi, românii, ne putem făli cu toată dreptatea” . I.C. Chițimia concluzionează: „de ce nu i-ar fi adus Alecsandri întregirea, dacă într-adevăr și-a îngăduit să intervină în creație?” 
Deși ajuns, din perspectiva acestor suspiciuni, într-o postură onorantă, Vasile Alecsandri va da dovada sincerității sale și a dezinteresului pentru o glorie prefabricată, într-o scrisoare către I. Crăciunescu, publicată la Paris, în 1874: „Oricine să fie sigur că, dacă natura binevoitoare m-ar fi dotat cu un geniu atât de puternic ca să compun o Mioriță, un Toma Alimoș, un Mihu Copilu, etc., m-aș fi simțit mândru că aș fi fost destul de egoist ca să le public pe numele meu”.

## Creație colectivă succesivă
S-a ajuns în cele din urmă la concluzia că viziunea romantică a pașoptiștilor – „poporul era singur în stare să producă minuni atât de originale” (V.Alecsandri) – „este tot atât de nefirească, cum este și reversul său, adică aceea că autorul unui cântec ar fi cutare poet popular. Adevărul este la mijloc”. Rădăcinile acestei concepții moderne au fost prefigurate în scrierile primilor clasici.
Alexandru Odobescu (1887) analizează acest fenomen cu profundă obiectivitate: „Soarta cântecului poporan nu este aceea a cuvântului scris. Liber fiu al poporului, încredințat zburdălniciei memoriei, el aleargă din om în om, din secol în secol; fiecare îi adaugă un semn de la sine, o vorbă, un viers, un episod și adesea, modificat de pe vremuri, abia-i mai cunoști originea și starea primitivă, după ce a trecut sub așa de multe prefaceri”.
Intrarea în scenă a versiunii-colind (după 1964) a constituit un bun prilej să se opineze că și Miorița a împărtășit aceeași soartă, că prefacerile succesive prin care a trecut i-au alterat starea primitivă, probabil diferită și de colindele transilvănene, socotite versiuni arhaice, dar cu siguranță alta în raport cu versiunea-baladă – aceasta din urmă reprezentând apogeul unei evoluții seculare. Astfel, problema autorului a devenit problema autorilor, iar Miorița – o creație colectivă succesivă.